# Eirik Hegdal
Eirik Hegdal (Gjøvik, Noorwegen, 3 oktober 1973) is een Noorse jazzsaxofonist, -componist en arrangeur., bekend van de band Dingobats (1995-2005). Hij is sinds 2002 leider van het Trondheim Jazz Orchestra.

## Biografie
Hegdal groeide op in Inderøy. Hij leerde pianospelen, kreeg op zijn achtste een klarinet, maar stapte uiteindelijk over op de altsaxofoon.
Na een jaar op de Sund folkehøgskole studeerde hij jazz aan de universiteit in Trondheim (1995–98). Hij richtte hier de band Dingobats op, met Njål Ølnes (tenorsaxofoon), Thomas Dahl (gitaar), Mats Eilertsen (bas) en Sverre Gjørvad (drums), die voornamelijk zijn composities speelde. De groep bestond tot 2005 en kwam met drie albums.
In 1998 ging Hegdal in Oslo wonen. Hij speelde vanaf 2001 bij de groep van bassist Per Zanussis en nam hiermee enkele platen op. Na zijn terugkeer naar Trondheim werd hij leider van het  'Trondheim Jazz Orchestra', waar hij pianist Erlend Skomsvoll verving. In 2006 vertolkte hij met het orkest de compositieopdracht Space is still the place met de Amerikaanse saxofonist Joshua Redman als gastsolist.
In 2002 begon Hegdal met drummer Tor Haugerud een samenwerking met het klassieke pianotrio 'Alpaca Trio', bestaande uit Else Bø (piano), Sigrid Elisabeth Stang (viool) en Marianne Baudouin Lie (cello). De groep speelt werken van Hegdal op het kruispunt van improvisatie en hedendaagse muziek en heeft (in 2007) onder de groepsnaam 'Alpaca Ensemble' een EP (Skråpanel) en een album (Tapet Tapet!) uitgebracht. In 2010 volgde een project met een uitbreiding van het gezelschap tot tien musici, een samenwerking met de dichter Matt Burt (album: 'Elevator', 2010).
Verder werkte Hegdal samen met allerlei andere bands, zoals 'Angles 9' en Brat. Tevens begon hij rond 2010 met een eigen groep, 'Team Hegdal', waarmee hij inmiddels een paar platen heeft gemaakt.
In de jazz heeft Hegdal in de periode 1993-2013 aan achttien platensessies meegewerkt, onder andere van Marius Neset.

## Prijzen
- 2015: Spellemannprisen, met Team Hegdal in the categorie 'jazz', voor het album Vol. 3

## Discografie

### Soloalbums
Met Team Hegdal
- 2010: Vol 1 (Øra Fonogram)
- 2011: Vol 2 (Øra Fonogram)
- 2015: Vol 3 (Particular Recordings)

### Samenwerkingen
Met Dingobats
- The New Dingobats Generation (Turn Left Prod., 1998)
- Pöck (Bergland Prod., 2001)
- Follow (Jazzaway, 2004)

Met Zanussi 5
- Zanussi 5 (Moserobie, 2004)
- Alborado (Moserobie, 2006)
- Ghost Dance (Moserobie, 2010)

Met Trondheim Jazz Orchestra
- We are? (Jazzaway, 2004)
- Live in Oslo (MNJ Records, 2006), met 'Maria Kannegaard Trio'
- Wood and Water (MNJ Records, 2008)
- Triads and More (MNJ Records, 2010), met Joshua Redman
- Sidewalk Comedy (MNJ Records, 2013),

Met Alpaca Ensemble
- Skråpanel (EP, Øra Fonogram/Jazzaway, 2007)
- Tapet Tapet! (Øra Fonogram/Jazzaway, 2007)
- Elevator (Øra Fonogram, 2010)

Met Lord Kelvin
- Dances in the Smoke (Jazzland, 2009)
- Radio Has No Future (Gigafon, 2011)

Met Eldbjørg Raknes
- From Frozen Feet Heat Came (MyRecordings, 2010)

Met EnEnEn Tor Haugerud, Michael Francis Duch
- Rød & Blå (Øra Fonogram, 2010)

Met Trondheim Sinfonietta
- ''Snowblind (Øra Fonogram, 2011)

Met Mats Eilertsen, Thomas T. Dahl, Trygve Seim, Harmen Fraanje en Olavi Louhivuori
- Rubicon (ECM Records, 2016)